# Jo van Ammers-Küller
Johanna van Ammers-Küller, née le 13 août 1884 à Noordeloos et morte le 23 janvier 1966 à Bakel en Milheeze, est une écrivaine néerlandaise.
Elle est l'une des écrivaines européennes les plus populaires de l'entre-deux-guerres, bien que sa réputation ait souffert en raison de ses activités de collaboratrice pendant la Seconde Guerre mondiale.

## Biographie
Johanna Küller grandit à Delft, fille unique de parents issus de classe moyenne. Enfant, elle écrit des pièces de théâtre et des histoires et les joue pour ses parents et amis. Elle publie sa première nouvelle à l'âge de 14 ans.
À l'âge de 18 ans, elle est fiancée à Rudolf van Ammers (1881–1941), un ingénieur. Ils se marient trois ans plus tard et s'installent à Londres où ils ont deux fils. Il devient chef des travaux d'éclairage municipaux à Leyde.
Elle ne publie à nouveau qu'en 1912 et écrit deux autres drames et un roman au cours des neuf années suivantes. Ammers-Küller devient connue internationalement au milieu des années 1920 avec ses romans à succès traitant de la vie de la classe moyenne bourgeoise hollandaise après la Première Guerre mondiale. Elle utilise sa renommée pour de nombreux voyages à travers l'Europe et les États-Unis, où elle rencontre Franklin D. Roosevelt, entre autres. Beaucoup de ses romans historiques et familiaux se déroulent dans les cercles de la classe supérieure et traitent de l'amour, du mariage et de l'émancipation des femmes. Ses livres sont traduits dans douze langues.
En 1925 parait son roman le plus réussi De opstandigen (La Génération rebelle) qui est une saga décrivant la lutte de trois générations de femmes au sein d'une même famille pour l'égalité avec les hommes dans environnement calviniste. Bien que nombre de ses romans traitent de l'émancipation des femmes, elle reste peu impliquée dans le mouvement féministe. Pour elle, les changements acquis dans les années 1920 ne rendent pas les femmes plus heureuses que leurs mères et leurs grands-mères car il s'agit de choisir entre une carrière et la vie conjugale, qui, à son avis, ne peuvent pas aller de pair.
Elle divorce le 26 juin 1929.
Jo van Ammers-Küller vécut longtemps au Royaume-Uni et en France. Sa position pro-allemande, combinée à son soutien enthousiaste au national-socialisme avant la Seconde Guerre mondiale et pendant l'occupation allemande des Pays-Bas entre 1940 et 1945 conduit à une interdiction de publication jusqu'au 1er janvier 1953. Elle tente de la contourner en utilisant un pseudonyme (Adriaan Hulshoff). Elle est acquittée devant le tribunal faute de preuves mais ne retrouve pas sa popularité d'avant-guerre.

## Œuvres

### Romans
- De roman van een student, 1914

- Het inzicht, 1923-24

- De opstandigen (3 tomes) (La génération rebelle), 1925.

Publié en français sous le titre La famille Coornvelt (tome Ier d'Autrefois et aujourd'hui), Lausanne,Librairie  Payot, 1944 ;
- Vrouwen-kruistocht, 1930.

Publié en français sous le titre La Croisade des femmes (tome II d'Autrefois et aujourd'hui), Lausanne, Librairie  Payot, 1945 ;
- De appel en Eva, 1932.

Publié en français sous le titre Ève et la pomme (tome III d'Autrefois et aujourd'hui), Lausanne, Librairie Payot, 1946 ;
- Heeren, knechten en vrouwen (3 tomes, de 'Tavelinck-trilogie'), 1934-38

- Prins Incognito, 1935

- Elzelina, de geschiedenis van een Hollandsche vrouw in de jaren 1776-1845, 1940.

Publié en français sous le titre Elselina : la cavalière de la Grande armée, Lausanne, Éditions Marguerat, coll. La Caravelle, no 16, 1945 ;
- "Ma". Een familieroman uit de jaren 1871-1901, Amsterdam, J.M. Meulenhoff, 1942.

Publié en français sous le titre La famille Quist, Neuchâtel, Éditions Victor Attinger, 1945 ;
- Dorstig paradijs, (sous le pseudonyme d'Adriaan Hulshoff), 1949

- De kolibrie op het gouden nest, 1951.

Publié en français sous le titre Le dauphin perdu, Verviers, Éditions Gérard et Cie, Marabout Géant, no 11, 1953 ; Réédition, Paris, Intercontinentale du Livre, 1957 ;
- De liga van de goede wil, 1953

### Autres œuvres
- Een pionierster... (sur Mina Kruseman), 1921

- Twaalf interessante vrouwen, 1933